# PGA National Sweden

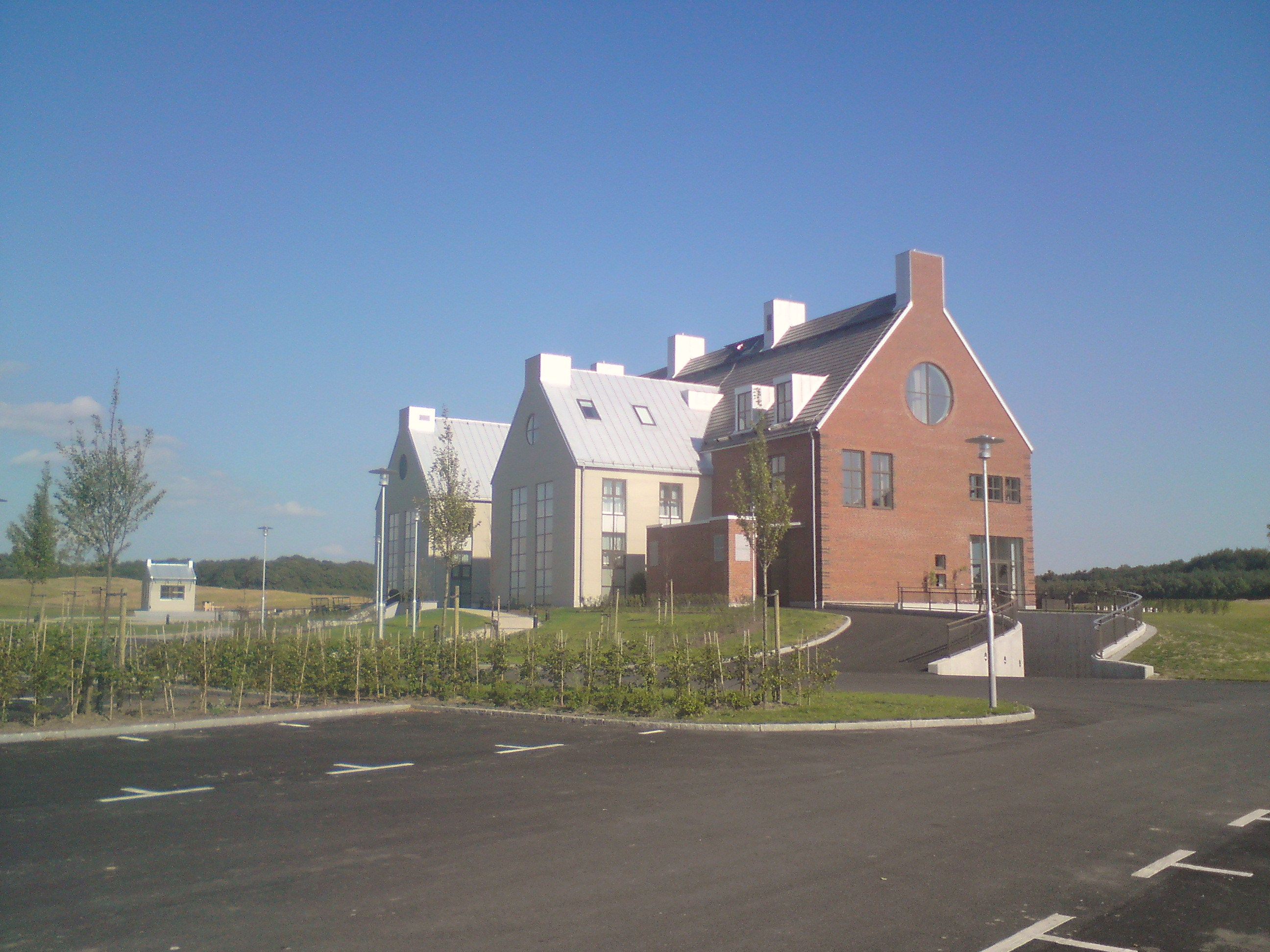
Hotellet & klubbhuset.

The National är ett svenskt aktiebolag med huvudkontor i Bara i Skåne. Företaget grundades år 2000 och vd är Jonas Edberg sedan 2018. Företaget projekterar och driver en golfanläggning söder om Bara alldeles intill Bokskogens Golfklubb och Torups slott, omkring tio kilometer öster om centrala Malmö. Projektet består av två 18-hålsgolfbanor, en niohålsgolfbana samt ett hotell.

## Historia
Projektet hade sin grund i en diskussion i PGA:s styrelse, där likformigheten på svenska banor diskuterades. Idén var att skapa en anläggning i Sverige med internationell standard. Efter att medlemmarna i föreningen visat sitt intresse i ett extrainkallat möte, fortsatte planeringen.
År 1999 började man diskutera placering av banan. Bandesignern Kyle Phillips hade anlitats och Skåne valdes ut dels på grund av klimatet och dels på grund av närheten till Danmark och Tyskland. I samband med detta framkom att Malmö kommun var intresserad av att sälja en del av jordbruksmarken kring Torups slott utanför Bara, vilket också var området som sedermera köptes.
I och med att området valts började utredningarna om det var lämpligt att bygga golfbana på området. Projektet godkändes till slut efter att miljöeffekterna utretts. Vid byggnationen återställdes delar av landskapet som för att bedriva jordbruk plattats till. Även en bäck som tidigare täckts över grävdes fram.
År 2006 började anläggningen till slut att byggas och i juni 2009 stod den första banan klar.
År 2023 genomfördes namnbyte från PGA National till The National

## Banorna
Totalt projekteras för två 18-hålsbanor och en niohålsbana. Samtliga banor är ritade av Kyle Phillips som personligen godkänner alla som arbetat med banan. Gräset som används på banorna har köpts in från Nederländerna.

### Links Course
Links Course är menad att efterlikna en linksbana med stora greener och små djupa bunkrar. Då marken där banan byggts inte har varit havsbotten har detta efterliknats genom att bygga banan på en bädd av sand. Inom banans område finns även två gamla märgelgravar. Banrekordet hålls för närvarande (2014) av Alexander Björk som 2009 gick runt på 65 slag (–7 mot par).
Banan är par 72 – 6 835 meter från bortersta tee och 4 950 meter från närmsta.

### Lakes Course
Parkbanan Lakes Course invigdes 29 maj 2010 och 29 juni 2010 öppnades samtliga 18 hål. Banans namn kommer av en anlagd sjö som är i spel på flera av hålen.